# 위건 워리어스

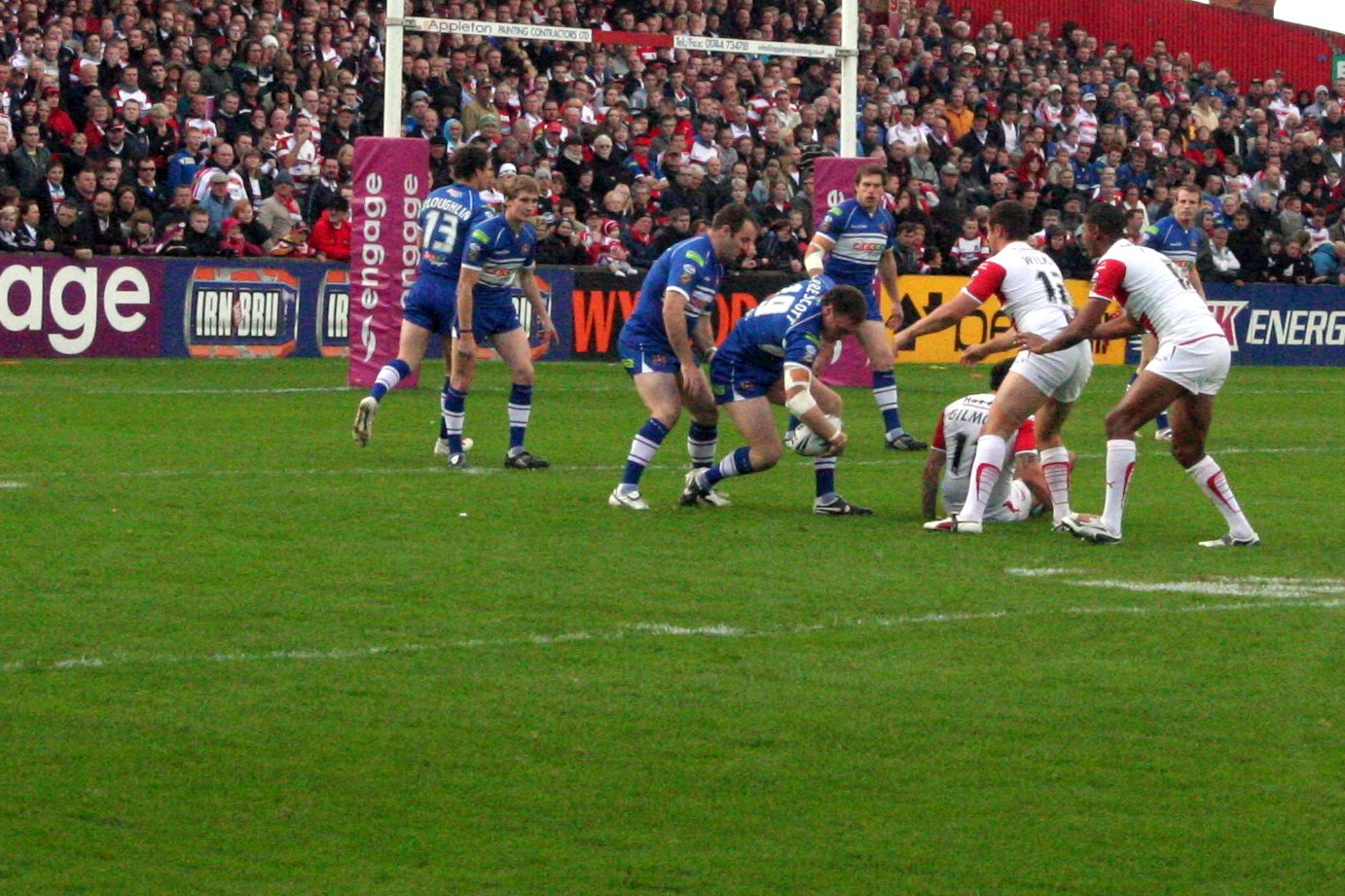

위건 워리어스(Wigan Warriors)는 1872년 창단한 잉글랜드 수퍼 리그의 프로 럭비 리그 팀이다. 위건을 연고로 하며, DW 경기장을 홈구장으로 사용한다.